# Teorema da não-clonagem
Em física, o teorema da não-clonagem afirma que é impossível criar uma cópia independente e idêntica de um estado quântico arbitrário desconhecido, uma afirmação que tem profundas implicações no campo da computação quântica entre outros. O teorema é uma evolução do teorema de não possibilidade de 1970, escrito por James Park, no qual ele demonstra que um esquema de medição não perturbador, que seja tanto simples quanto perfeito, não pode existir (o mesmo resultado seria derivado de forma independente em 1982 por William Wootters e Wojciech H. Zurek bem como Dennis Dieks no mesmo ano). Os teoremas mencionados não impedem que o estado de um sistema se torne entrelaçado com o estado de outro, pois a clonagem se refere especificamente à criação de um estado separável com fatores idênticos. Por exemplo, pode-se usar a porta NOT controlada e a porta Walsh-Hadamard para entrelaçar dois qubits sem violar o teorema da não clonagem, pois nenhum estado bem definido pode ser definido em termos de um subsistema de um estado entrelaçado. O teorema da não clonagem (como geralmente entendido) diz respeito apenas a estado puros, enquanto a afirmação generalizada sobre estados mistos é conhecida como o teorema da não difusão.
O teorema da não clonagem tem um dual reversível no tempo, o teorema da não deleção. Juntos, estes fundamentam a interpretação da mecânica quântica em termos de teoria das categorias, e, em particular, como uma categoria compacta com adaga. Essa formulação, conhecida como mecânica quântica categórica, permite, por sua vez, estabelecer uma conexão da mecânica quântica com a lógica linear como a lógica da teoria da informação quântica (no mesmo sentido que a lógica intuicionista surge das categorias cartesianas fechadas).

## História
De acordo com Asher Peres e David Kaiser, a publicação da prova do teorema da não clonagem em 1982 por Wootters e Zurek e por Dieks foi motivada por uma proposta de Nick Herbert para um dispositivo de comunicação superluminal usando entrelaçamento quântico, e Giancarlo Ghirardi tinha provado o teorema 18 meses antes da prova publicada por Wootters e Zurek em seu relatório de árbitro para a referida proposta (como evidenciado por uma carta do editor). No entanto, Juan Ortigoso apontou em 2018 que uma prova completa, juntamente com uma interpretação em termos da falta de medições simples e não perturbadoras na mecânica quântica, já havia sido apresentada por Park em 1970.

## Teorema e prova
Suponhamos que temos dois sistemas quânticos A e B com um espaço de Hilbert comum {\displaystyle H=H_{A}=H_{B}}. Suponhamos que queremos ter um procedimento para copiar o estado {\displaystyle |\phi \rangle _{A}} do sistema quântico A, sobre o estado {\displaystyle |e\rangle _{B}} do sistema quântico B, para qualquer estado original {\displaystyle |\phi \rangle _{A}} (veja notação bra–ket). Ou seja, começando com o estado {\displaystyle |\phi \rangle _{A}\otimes |e\rangle _{B}}, queremos terminar com o estado {\displaystyle |\phi \rangle _{A}\otimes |\phi \rangle _{B}}. Para fazer uma "cópia" do estado A, combinamo-lo com o sistema B em algum estado inicial desconhecido, ou em branco, {\displaystyle |e\rangle _{B}}, independente de {\displaystyle |\phi \rangle _{A}}, do qual não temos conhecimento prévio.
O estado do sistema composto inicial é então descrito pelo seguinte produto tensorial:
{\displaystyle |\phi \rangle _{A}\otimes |e\rangle _{B}.}
(a seguir, omitiremos o símbolo {\displaystyle \otimes } e o manteremos implícito).
Existem apenas duas operação quânticas permitidas com as quais podemos manipular o sistema composto:
- Podemos realizar uma observação, que colapsa irreversivelmente o sistema em algum autovetor de um observável, corrompendo as informações contidas no(s) qubits. Isso obviamente não é o que queremos.
- Alternativamente, poderíamos controlar o Hamiltoniano do sistema combinado, e assim o operador de evolução temporal U(t), por exemplo, para um Hamiltoniano independente do tempo, {\displaystyle U(t)=e^{-iHt/\hbar }}. Evoluindo até algum tempo fixo {\displaystyle t_{0}} produz um operador unitário U em {\displaystyle H\otimes H}, o espaço de Hilbert do sistema combinado. No entanto, nenhum tal operador unitário U pode clonar todos os estados.

O teorema da não clonagem responde à seguinte pergunta de forma negativa: É possível construir um operador unitário U, agindo sobre {\displaystyle H_{A}\otimes H_{B}=H\otimes H}, sob o qual o estado do sistema B sempre evolui para o estado do sistema A, independentemente do estado em que o sistema A se encontra?
Teorema: Não existe um operador unitário U em {\displaystyle H\otimes H} tal que para todos os estados normalizados {\displaystyle |\phi \rangle _{A}} e {\displaystyle |e\rangle _{B}} em {\displaystyle H}
{\displaystyle U(|\phi \rangle _{A}|e\rangle _{B})=e^{i\alpha (\phi ,e)}|\phi \rangle _{A}|\phi \rangle _{B}}
para algum número real {\displaystyle \alpha } dependente de {\displaystyle \phi } e {\displaystyle e}.
O fator de fase extra expressa o fato de que um estado quântico define um vetor normalizado no espaço de Hilbert apenas até um fator de fase, ou seja, como um elemento do espaço de Hilbert projetivado.
Para provar o teorema, selecionamos um par arbitrário de estados {\displaystyle |\phi \rangle _{A}} e {\displaystyle |\psi \rangle _{A}} no espaço de Hilbert {\displaystyle H}. Como U é suposto ser unitário, teríamos
{\displaystyle \langle \phi |\psi \rangle \langle e|e\rangle \equiv \langle \phi |_{A}\langle e|_{B}|\psi \rangle _{A}|e\rangle _{B}=\langle \phi |_{A}\langle e|_{B}U^{\dagger }U|\psi \rangle _{A}|e\rangle _{B}=e^{-i(\alpha (\phi ,e)-\alpha (\psi ,e))}\langle \phi |_{A}\langle \phi |_{B}|\psi \rangle _{A}|\psi \rangle _{B}\equiv e^{-i(\alpha (\phi ,e)-\alpha (\psi ,e))}\langle \phi |\psi \rangle ^{2}.}
Uma vez que o estado quântico {\displaystyle |e\rangle } é assumido como normalizado, obtemos
{\displaystyle |\langle \phi |\psi \rangle |^{2}=|\langle \phi |\psi \rangle |}
Isso implica que ou {\displaystyle |\langle \phi |\psi \rangle |=1} ou {\displaystyle |\langle \phi |\psi \rangle |=0}. Portanto, pela desigualdade de Cauchy-Schwarz, ou {\displaystyle |\phi \rangle =e^{i\beta }|\psi \rangle } ou {\displaystyle |\phi \rangle } é ortogonal a {\displaystyle |\psi \rangle }. No entanto, isso não pode ser o caso para dois estados arbitrários. Portanto, um único U universal não pode clonar um estado quântico geral. Isso prova o teorema da não clonagem.
Vamos pegar um qubit como exemplo. Ele pode ser representado por dois número complexos, chamados de amplitude de probabilidades (normalizados para 1), ou seja, três números reais (dois ângulos polares e um raio). Copiar três números em um computador clássico usando qualquer operação de copiar e colar é trivial (até uma precisão finita), mas o problema se manifesta se o qubit for transformado unitariamente (por exemplo, pelo portão quântico de Hadamard) para ser polarizado (cuja transformação unitária é uma isometria sobrejetiva). Nesse caso, o qubit pode ser representado por apenas dois números reais (um ângulo polar e um raio igual a 1), enquanto o valor do terceiro pode ser arbitrário nessa representação. No entanto, uma realização de um qubit (como um fóton codificado em polarização, por exemplo) é capaz de armazenar todo o suporte de informação do qubit dentro de sua "estrutura". Assim, nenhuma evolução unitária universal U única pode clonar um estado quântico arbitrário de acordo com o teorema da não clonagem. Isso teria que depender do estado do qubit (inicial) transformado e, portanto, não seria universal.

## Generalização
Na declaração do teorema, foram feitas duas suposições: o estado a ser copiado é um estado puro e o copiador proposto age por meio de uma evolução temporal unitária. Essas suposições não causam perda de generalidade. Se o estado a ser copiado for um estado misto, ele pode ser "purificado", ou seja, tratado como um estado puro de um sistema maior. Alternativamente, uma prova diferente pode ser fornecida que funcione diretamente com estados mistos; nesse caso, o teorema é frequentemente conhecido como o teorema de não-broadcast. Da mesma forma, uma operação quântica arbitrária pode ser implementada introduzindo uma ancilla e realizando uma evolução unitária adequada. Assim, o teorema de não clonagem se mantém em plena generalidade.

## Consequências
- O teorema de não clonagem impede o uso de certas técnicas clássicas de correção de erros em estados quânticos. Por exemplo, cópias de backup de um estado no meio de uma computação quântica não podem ser criadas e usadas para corrigir erros subsequentes. A correção de erros é vital para a computação quântica prática, e por algum tempo não estava claro se era possível ou não. Em 1995, Shor e Steane mostraram que é possível, ao elaborarem independentemente os primeiros códigos corretores de erros quânticos, que contornam o teorema de não clonagem.
- Da mesma forma, a clonagem violaria o teorema de não teleportação, que afirma que é impossível converter um estado quântico em uma sequência de bits clássicos (mesmo uma sequência infinita de bits), copiar esses bits para algum novo local e recriar uma cópia do estado quântico original no novo local. Isso não deve ser confundido com a teleportação assistida por emaranhamento, que permite que um estado quântico seja destruído em um local e uma cópia exata seja recriada em outro local.
- O teorema de não clonagem é implicado pelo teorema de não comunicação, que afirma que o emaranhamento quântico não pode ser usado para transmitir informações clássicas (seja superluminarmente ou mais lentamente). Ou seja, a clonagem, juntamente com o emaranhamento, permitiria que tal comunicação ocorresse. Para ver isso, considere o experimento mental EPR, e suponha que os estados quânticos pudessem ser clonados. Assuma que partes de um estado de Bell maximamente emaranhado são distribuídas para Alice e Bob. Alice poderia enviar bits para Bob da seguinte forma: Se Alice deseja transmitir um "0", ela mede o spin de seu elétron na direção z, colapsando o estado de Bob para {\displaystyle |z+\rangle _{B}} ou {\displaystyle |z-\rangle _{B}}. Para transmitir "1", Alice não faz nada com seu qubit. Bob cria muitas cópias do estado de seu elétron e mede o spin de cada cópia na direção z. Bob saberá que Alice transmitiu um "0" se todas as suas medições produzirem o mesmo resultado; caso contrário, suas medições terão resultados {\displaystyle |z+\rangle _{B}} ou {\displaystyle |z-\rangle _{B}} com igual probabilidade. Isso permitiria que Alice e Bob se comunicassem com bits clássicos entre si (possivelmente em separações espacialmente distantes, violando a causalidade).
- Estados quânticos não podem ser discriminados perfeitamente.[13]
- O teorema da não clonagem impede uma interpretação do princípio holográfico para buracos negros como significando que existem duas cópias de informação, uma localizada no horizonte de eventos e a outra no interior do buraco negro. Isso leva a interpretações mais radicais, como a complementaridade do buraco negro.
- O teorema da não clonagem se aplica a todas as categorias compactas com adjunto: não há morfismo de clonagem universal para nenhuma categoria não trivial desse tipo.[14] Embora o teorema seja inerente à definição dessa categoria, não é trivial perceber que isso é assim; o entendimento é importante, pois essa categoria inclui coisas que não são espaços de Hilbert de dimensão finita, incluindo a categoria de conjuntos e relações e a categoria de cobordismos.

## Clonagem imperfeita
Embora seja impossível fazer cópias perfeitas de um estado quântico desconhecido, é possível produzir cópias imperfeitas. Isso pode ser feito acoplando um sistema auxiliar maior ao sistema que será clonado e aplicando uma transformação unitária ao sistema combinado. Se a transformação unitária for escolhida corretamente, vários componentes do sistema combinado evoluirão para cópias aproximadas do sistema original. Em 1996, V. Buzek e M. Hillery demonstraram que uma máquina de clonagem universal pode fazer uma cópia de um estado desconhecido com uma fidelidade surpreendentemente alta de 5/6.
A clonagem quântica imperfeita pode ser usada como um ataque de escuta em protocolos de criptografia quântica, entre outros usos em ciência da informação quântica.

### Outras referências
- V. Buzek and M. Hillery, Quantum cloning, Physics World 14 (11) (2001), pp. 25–29.